# 瀬尻村
瀬尻村（せじりむら）は、かつて岐阜県武儀郡にあった村である。
現在の関市の一部であり、関市小瀬、関市池尻が該当する。村名は小瀬、池尻から一文字ずつとった合成地名である。長良川の鵜飼いの一つである小瀬鵜飼が行われる村である。
長良川が村の中央を流れ（南岸が小瀬、北岸が池尻）、渡し船による往来が行われていたが、1926年（大正15年）、鮎ノ瀬橋が完成して交通の障害がなくなっている。

## 歴史
- 1504年（永正元年）、各務郡岩田の鵜飼漁を行なっていた者が、武儀郡小瀬に移住し、小瀬鵜飼が始まる[2]。
- 江戸時代末期、小瀬村は尾張藩領[3]、池尻村は旗本領であった。
- 1889年（明治22年）7月1日 - 小瀬村と池尻村が合併し、瀬尻村となる
- 1943年（昭和18年）10月1日 - 武儀郡関町（現・関市）に編入される。

## 教育
- 瀬尻国民学校（現・関市立瀬尻小学校）

## 史跡・観光
- 小瀬鵜飼
- 弥勒寺跡
- 円空入定塚

## 神社・仏閣
- 弥勒寺
- 西光寺
- 小瀬八幡神社
- 白山神社